# Jake Lamar
Jake Lamar, né en 1961 dans le Bronx à New York, est un écrivain et journaliste afro-américain.  Il est l'auteur de sept romans, d'un récit autobiographique, de nombreux essais et articles et d'une pièce de théâtre.
Il a reçu le Lyndhurst Prize pour son premier livre Confessions d’un fils modèle, le Grand Prix du Roman Noir Étranger pour Nous avions un rêve, le soutien du Centre National du Livre pour son roman Postérité et de l'Association Beaumarchais pour sa pièce de théâtre Brothers in Exile, frères d'exil.

## Biographie
Né en 1961 dans le Bronx, à New York, il fait ses études à l'université Harvard.
Il intègre ensuite la rédaction du Time Magazine, où il officie pendant six années. À 28 ans, il reçoit la commande d'une autobiographie, Confessions d'un fils modèle, où il évoque ses relations avec son père, qui obtient un prix littéraire et le convainc de se consacrer entièrement à sa passion, l'écriture.
En 1993, inspiré par la démarche, en leur temps, des écrivains américains F. Scott Fitzgerald, Ernest Hemingway, Gertrude Stein, Richard Wright, James Baldwin, il s'installe à Paris dans le 18e arrondissement, où il réside toujours.  Il publie en 1996 Nous avions un rêve, une fresque satirique de l'Amérique contemporaine critiquant l'intégration et le spectacle télévisuel omniprésent d'une société en constante perte d'humanisme.  Ce roman reçoit le Grand Prix du roman noir étranger.
Le dimanche 29 mars 2015, deux jours après son 54e anniversaire, Lamar frôle la mort, victime d'un problème cardiaque. Après plusieurs mois de convalescence, il publie dans le Los Angeles Times un article qui rend compte de la qualité des services de santé français.
Bien qu'il écrive des romans policiers tout comme Chester Himes, auquel il pourrait être identifié, ce n'est qu'en France que Jake Lamar a découvert l'auteur de S'il braille, lâche-le.

## Œuvre

### Romans
- The Last Integrationist (1996) Publié en français sous le titre Nous avions un rêve, Paris, Rivages/Thriller, 2005 ; réédition, Paris, Rivages/Noir no 748, 2009 ;  nouvelle réédition dans le cadre des "Millésimes" des éditions Rivages/Noir, 2021
- Close to the Bone (1999)
- If 6 Were 9: A "Militant" Mystery (2001) Publié en français sous le titre Le Caméléon noir, Paris, Rivages/Noir no 460, 2003
- Rendezvous Eighteenth (2005) Publié en français sous le titre Rendez-vous dans le 18e, Paris, Rivages/Thriller, 2007 ; réédition, Paris, Rivages/Noir no 879, 2012
- Ghosts of Saint-Michel (2010) Publié en français sous le titre Les Fantômes de Saint-Michel, Paris, Rivages/Thriller, 2009
- Postérité Paris, Rivages, 2014
- Viper's DreamParis, Rivages/Noir, 2021 ; ce roman inaugure la série "New York made in France" des éditions Rivages/Noir

### Nouvelles
- Tolérance Zero (1992) Publié en français sous le titre New York Transfer, Biro & Cohen, 2007, en collaboration avec la photographe Sharon Stepman
- Madame Secretary's Lover Man « in » Politics noir: Thirteen Tales from the Corridors of Power (2008)

### Récit autobiographique
- Bourgeois Blues: An American Memoir (1991) Publié en français sous le titre Confessions d'un fils modèle, Paris, Payot, coll. « Essais », 2009 ; réédition, Paris, Rivages/Poche, coll. « Bibliothèque étrangère », 2012

### Roman jeunesse
- Alex et le rêve de la New York Star

### Audio-fiction
- Brothers in Exile, Frères d'exil, Pièce radiophonique (adaptée de la pièce de théâtre Brothers in Exile de Jake Lamar), Radio France Culture, septembre 2018
- Viper's Dream, Fiction radiophonique, Série en 10 épisodes de 25 minutes, Radio France Culture mars 2019 (rediffusion mai 2020)

## Prix
- Prix Dagger 2024 du meilleur roman policier historique pour Viper's Dream[3]